# Treja
Treja (dansk) eller Treia (tysk) er en landsby og kommune beliggende midtvejs mellem Husum og Slesvig by i et skovområde ved Trenen på den slesvigske midtslette. Administrativt hører kommunen under Slesvig-Flensborg kreds i den nordtyske delstat Slesvig-Holsten. Kommunen samarbejder på administrativt plan med andre kommuner i omegnen i Arns Herred kommunefællesskab (Amt Arensharde). Landsbyen er sogneby i Treja Sogn. Sognet lå i Treja Herred og delvis i Arns Herred (Gottorp Amt, Sønderjylland), da området tilhørte Danmark. Tidligere hørte landsbyen under Sønder Gøs Herred.

## Geografi
Landsbyen er beliggende på gesten med flere skov- og mosestrækninger. Selve landsbyen deles i en vestre og østre del.
Til kommunen hører også Bregnrød (Brekenrühe), Grøft (Grüft), Gejlvang (Geilwang), Gromsholm eller Grumsholm, Gøsholt (Goosholz), Harenborg (Harenburg), Hjørdel (Jordle), Ibland (Ipland), Krog (Krau), Nedervad (Nedderwatt) og Svinholt (Schwienholz). Blandt skovene kan nævnes (den op til 1864 kongelige) Bremsborg Skov (Bremsburger Wald) og Kærlo Skov (Kerlöh). Grænsen til nabokommunen Sølvested markeres på en del gennem Eskebæk (Rumbrandenau). Nord for Treja munder den lille Bojeså (Grumsholm Bæk) ud i Trenen.

## Etymologi
Byen omtales første gang 1262 som Traeaa i Annales Slesuicenses. Treja var dengang biskopsborg. Stednavnet er afledt af Trene-floden, som løber gennem byen. Flodnavnet kendes i 1323 som Trea, 1462 som tho der Trya og 1544 som inn die Treen. Flodnavnet føres tilbage til træ eller til trægh (≈træg, doven). Betydningen kunne så være den trægt, langsomt flydende.
Ibland er første gang 1462. Forleddet Ib- henføres måske til oldnordisk efja (gada. æfia) for dynd og mudder eller til mandsnavn Ib. Efterleddet er afledt af oldn. lendi eller gada. lænde som betegnelse for et et landstrøg.
Grøft er første gang nævt 1462. Stednavnet Grøft henviser til oldnordisk grǫf (sml. fællesnordisk grøft), der ikke blot betyder grav, men også begravelse, måske har der i oldtiden været et begravelsested. Gejlvang er første gang nævnt 1590. Navnet er afledt af plantenavnet (spansk) gyvel.

## Historie
Treja var i middelalderen i biskoppen i Slesvigs besiddelse, og denne opretholdt et befæstet slot her. Samtidig opkrævede biskoppen i Treia to slags told:
1. Broafgift på landruten mellem Slesvig og Husum (transport i øst-vestlig retning)
2. Toldafgift for skibe på Trenen (transport i nord-sydlig retning).[12]

Stabelholm-vejen, der forbandt Hærvejen ved Oversø med Ejderen ved Sønder Stabel som en historisk handelsrute, passerede også gennem Treja. Den stenbro, som i 1800-tallet forbandt byens to dele over Trenen kaldtes tidligere Frederik 7's Bro, og der måtte betales bropenge for passagen over den.
Landsbyens kirke er fra 1300-tallet. Kirken er tilegnet til Sankt Nikolaus, bådmændenes skytshelgen. Så det antages, at Treja-kirken også blev bygget på et tidspunkt, hvor Trenen stadig var sejlbar. Kirkesproget var i årene 1851 - 1864 blandet dansk-tysk.
Det tidligere slot Harreborg (også Friserborg) blev bygget i 1415 af kong Erik af Pommern som et tårnbjergsborg og ødelagt året efter af friserne. Ved samme lejlighed døde også den danske borgherre væbner Reimer Ottossohn von Sehestedt af Måslev. En nærliggende gård blev opkaldt efter ham.
Undervisningssproget var indtil 1864 dansk. I byen findes i dag både en dansk og tysk skole i Treja.